# Xerosaprinus vestitus
Xerosaprinus vestitus är en skalbaggsart som först beskrevs av J. L. Leconte 1851.  Xerosaprinus vestitus ingår i släktet Xerosaprinus och familjen stumpbaggar. Inga underarter finns listade i Catalogue of Life.